# 47 (număr)
47 (patruzeci și șapte) este numărul natural care urmează după 46 și este urmat de 48.

## În matematică
- 47 este un număr prim, deoarece singurii săi divizori sunt 1 și el însuși. Formează o pereche de numere prime verișoare cu 43 (diferența dintre cele două numere este de patru unități).[1]
- Este un număr prim aditiv.[2][3]
- Este un număr prim asigurat.[4][5]
- Este un număr Carol[6][7] și un prim Carol.[6][8]
- Este un număr prim Eisenstein fără parte imaginară și partea reală de forma 3n − 1.[9]
- Este un număr prim Euler[10][11]
- Este un număr prim izolat.[12][13]
- Este un număr prim lung.[14][15]
- Este un număr prim plat.[16][17]
- Este un număr prim Ramanujan.[18][19]
- Este un număr prim slab.[20][21]
- Este un număr prim Solinas.[22][23]
- Este un număr prim subțire.[24][25]
- Este un număr prim trunchiabil la stânga.[26][27]
- Este un număr Keith, deoarece cifrele sale apar ca termeni succesivi în șirul numerelor Lucas: 2, 1, 3, 4, 7, 11, 18, 29, 47, ...[28]
- Este un număr prim izolat.[29]
- Este un număr extrem cototient[30][31]
- Este un număr Lucas.
- Este un număr strict non-palindromic.[32]

## În știință
- Este numărul atomic al argintului.[33]

### Astronomie
- NGC 47 este o galaxie spirală barată în constelația Balena.
- Messier 47 este un roi deschis din constelația Pupa.
- 47 Aglaja este o planetă minoră.
- 47P/Ashbrook-Jackson este o cometă periodică din sistemul solar.